# ハインツ・リューマン
ハインツ・リューマン（Heinz Rühmann、1902年3月7日 - 1994年10月3日）は、ドイツの俳優。

## 出演作品
- 愚か者の船
- ひめごと
- 笑う相続人
- 狂乱のモンテカルロ
- ガソリン・ボーイ三人組
- 人間廃業
- 時の翼にのって/ファラウェイ・ソー・クロース!